# Glossiphonia
Glossiphonia  — рід п'явок з підродини Glossiphoniinae родини Пласкі п'явки ряду Хоботні п'явки (Rhynchobdellida). Має 4 види.

## Опис
Загальна довжина сягає 10-30 мм. Зовнішністю схожі на представників роду Placobdella. Має 3 пари очей, при цьому перша (передня) є скупчиною, з більш поганим зором. Тіло ширше, ніж у Placobdella. На спинній стороні три пари поздовжніх рядів сосочків, з яких серединні розвинені краще інших.
Забарвлення коливається від зеленувато-коричневого до бурого кольору з різними відтінками, доволі строкате.

## Спосіб життя
Зустрічаються лише у прісноводних річках, озерах, ставках та інших водоймах. Тримаються невеличкої глибини, біля рослин. Доволі повільні як на п'явок. Вони нападають на молюсків, личинок комах, інколи — на інших п'явок.
Розмноження відбувається за допомогою підшкірної імплантації сперматофорів. Відкладає до 120 яєць в декількох коконах. Яйця в коконах прикріплюються до рослин або твердої поверхні. Інкубаційний період триває 1-2 місяці. Коли ембріони вилупляться, вони приєднуються до тіла п'явки-матері.
Тривалість життя до 3 років.

## Розповсюдження
Поширені в Північній Америці та Європі.

## Види
- Glossiphonia complanata
- Glossiphonia paludosa
- Glossiphonia swampina
- Glossiphonia verrucata